# 占守级海防舰
占守级海防舰（日语：／ Shimushu gata kaibōkan ?）是大日本帝国海军于太平洋战争爆发前设计建造的一级海防舰，共四艘，以当时日本领土中的四座岛屿命名。占守级是日本海军第一种专门建造的海防舰，与其后继型择捉级、御藏级、鹈来级、日振级并称为“甲型海防舰”。该级是丸三计划的产物，其设计初衷是保障鄂霍次克海及北冰洋等苏联沿海海域的渔业安全，太平洋战争爆发后则经常执行扫雷、警戒和护航等任务。四艘占守级中除了石垣号被潜艇击沉外，其余三艘均幸存至战争结束。首制舰占守号作为战争赔偿移交苏联，国后号和八丈号则在日本拆解。

## 设计历史
甲午战争和日俄战争胜利后的日本海军舰队长期存在畸形的发展观。由于迷信“舰队决战”，片面强调扩容主力舰只，介于主战舰艇和辅助舰艇间的护航舰艇发展缺乏足够的重视。从1898年设立海防舰这一舰种以来，近海巡逻、船队护航等海防任务都由老化过时的军舰、或是俘获的外国军舰担任（例如中华民国海军的两艘寧海級輕巡洋艦在被日军俘获后即改名为海防舰五百岛、八十岛号继续服役）。至太平洋战争爆发前夕，为运输船队提供护航的海防舰大多已经严重老朽，其中保护北方海域渔业的两艘海防舰见岛号和冲岛号甚至已为日本海军服役达30年之久。
1930年签署的《伦敦海军条约》对美、英、日三国新建驱逐舰的单舰吨位进行了限制，日本被迫放缓1,700吨级特型驅逐艦的增建进度。另一方面，伦敦条约同时规定，排水量在600吨至1,200吨间、主炮数量不超过4门且口径在155毫米以下、无鱼雷发射装置、航速低于20节的水面军舰不在限制之列。日本海军决定利用这一条约的漏洞，建造1,200吨的专用海防舰，用来替代驱逐舰的部分作战任务。1931年和1933年，日本海军曾先后在两次补充计划（丸一计划和丸二计划）中提出增添海防舰的建造计划，但由于预算紧张迟迟无法实现。1937年，四艘海防舰终于在第三次补充计划（丸三计划）中批准开工，但排水量从会计科目上报称的每艘1,200吨缩减为860吨，克扣下来的预算被摊入当时造价水涨船高的两艘大和级战列舰。鉴于当时海军艦政本部正忙于设计丸三计划中的主力作战舰艇，海防舰的设计由三菱重工长崎造船厂新设立的舰船设计部在舰政本部的指导下进行，代号E15。这也是日本民间企业首度承担军舰设计工作。
作为三菱重工的倾力之作，占守级顺利达到了日本海军的性能要求，其成本也相对低廉：占守级的单艘预算和平均每吨成本分别相当于阳炎级驱逐舰的33%和55%。然而由于三菱的设计过于复杂精密，导致生产极为费时：仅预计建造工时就达到了90,000小时，而实际工时更长达102,500小时。作为对比，阳炎级驱逐舰的排水量是占守级的2.5倍，其建造工时却只比后者多出20%。从动工到完成，平均一艘占守级需耗费一年零七个月的时间。如此费时费力的军舰，显然与功能简单、便于生产的思路背道而驰。

## 设计概观
占守级海防舰全长78米，舰宽9.1米，吃水3.05米，基准排水量860吨，常备排水量1,020吨，编制147人。为应对北太平洋的恶劣海况，占守级采用了现代舰船上极为罕见的内倾式船体，横截面在水线处最宽、向上逐渐收窄以降低重心、提升复原性。水线附近的钢板经过加厚以承受海面结冰时的挤压。舰体轮廓为带双曲飞剪型舰首的高干舷长艏楼船型，上层建筑从艏楼贯穿至舰尾，确保舰员在上层甲板冲刷结冰的情况下通行无阻。占守级采用了带曲面的三层封闭式舰桥，从下往上依次为通信室、海图室和电探室、以及罗经舰桥。罗经舰桥向外突出，舰桥顶部设一具基线长3米的测距仪。舰内暖气、蒸汽射流除冰器等御寒设备一应俱全，但因过分偏重北方海域，占守级在南方热带海域服役时的居住性十分恶劣。为此，后继的甲型海防舰对其原始设计进行了各种改良，耗费了大量时间。

### 动力系统
为实现远洋护渔所需的长航程，甲型海防舰选择柴油机而非日本海军传统的舰本式蒸汽轮机作为动力装置。相比蒸汽轮机等外燃机，柴油机这种内燃机具备功率大、油耗低、启动快等优点；且艦政本部在潜艇用小型柴油机研制上已积累多年经验，技术相对成熟。占守级上安装的为两台带增压装置的舰本式22号10型四冲程10缸发动机，每台输出2,250马力，总功率4,500马力，双轴双桨设计，最大航速19.7节。这一速度比当时美军潜艇的水面航速还慢，影响了全舰的反潜效能。另一方面，由于采用了柴油动力，占守级仅设计航程就达8,000海里/16节，实测更高达9,200海里，远超设计要求5,000海里的特型驱逐舰，达到了赤城号航空母舰的水平。

### 武器装备
占守级的主炮是从峯風級、神風级等老式驱逐舰上拆下来的3门单管三年式45倍径120毫米炮，配有圆锥形炮架和简单的防盾，并全部布置于船体中轴线上，其中舰首和舰尾各一座，第三座位于后桅后方。每门全重6.7吨、俯仰角-7~+33度、俯仰速度5度/秒、旋转速度4度/秒、炮口初速825米/秒、最大射程约15.2千米。由于仰角低、射速慢，该炮仅适合攻击水面目标，并不具备防空能力。在建成时，占守级的防空火力为舰桥两侧的两座双联装九六式25毫米高射機炮，是法国哈奇开斯25毫米高射炮的日本版，1936年正式定型采用。该炮性能平庸，回旋和俯仰迟钝、开火振动也过于剧烈。由于使用15发的弹匣供弹，实用射速仅为每分钟130发（理论射速每分钟260发的一半）。1944年夏秋过后，25毫米机炮从原来的两座双联装升级为五座三联装，两座仍在舰桥两侧，一座位于一号主炮后方，另两座位于烟囱后部两侧。但由于缺乏有效的射击指挥仪，整体防空能力仍较美军舰艇薄弱。
反潜方面，占守级在船体后甲板中央装有九四式深水炸弹发射器一座、深弹投放台每侧各三座，备有九五式深水炸弹18枚（1942年增至36枚，1943年升级为二式深水炸弹60枚）。至战争后期，深弹投放台被船尾的两条深弹投放轨取代。日本海军直到战败也未能研制出类似刺猬炮的前射反潜武器。作为替代品，1944年占守级在舰桥前方增设一座日本海军陆战队使用的九七式81毫米迫击炮（海军称三式迫击炮），主要起威慑作用。此外，舰上还备有扫雷具一套。

### 雷达设备
占守级的设计初衷为渔政巡逻，因此在建成时未配备水下聽音器或声呐等反潜侦测设备，但在舰内区划中为其留出了相应空间。1942年，占守级在第一次反潜武器升级中加装了九三式水中探信仪（主动式声呐）和九三式听音器（被动式声呐）各一台。九三式探信仪于1933年列装，测向误差±100米，理论探测距离6,500米，实际则不到2,000米且航速超过12节便会完全失灵，在日本海军中口碑极差。1944年夏秋过后，占守级为首的甲型海防舰开始换装两台仿制德国声呐的三式水中电波探信仪，工作航速提升至23节、有效探测距离增至约2.7千米、测向误差减至±50米。
1943年，占守级在前桅上加装了对海搜索雷达22号电探改四型。其最大功率2千瓦、工作波长10厘米/2.5GHz；对驱逐舰最大探测距离约14千米、潜艇最大探测距离约10千米。随着空中威胁与日俱增，1944年秋，占守级增设了防空雷达13号电探。其最大功率10千瓦、工作波长2米/150MHz；对单机最大探测距离约50千米、编队目标则为100千米左右。此外，占守级还配备有日本海军标准的E27系列逆探（雷达告警器）。

### 其他
值得一提的是，虽然占守级海防舰的吨位较小，但考虑到可能会在海上处理外交纠纷，因此规格很高。不仅在舰种上被划分为“军舰”，舰首配菊花纹章，舰长也由中佐甚至大佐担任。相比之下，日本海军的驱逐舰虽然吨位更大，但却被视为“舰艇”而非“军舰”，舰首无菊花纹章，舰长也只是少佐军衔。一些驱逐舰舰长不明就里，结果往往闹出笑话。1942年，初春級驅逐艦子日号在驶入幌筵岛港口时，发现有艘小船不向其行礼，便傲慢地发报责问：“贵舰因何不向本舰敬礼？”对方毫不退让地回报：“我舰是国后号。”子日号舰长寺内三郎少佐一查方才恍然大悟，急忙乘小艇前来向国后号舰长北村富美雄中佐道歉认错。1942年7月1日，日本海军对舰种进行了重新划分，占守级海防舰被降级为“舰艇”，撤去了舰首的菊花纹章。

## 服役历史

### 占守号

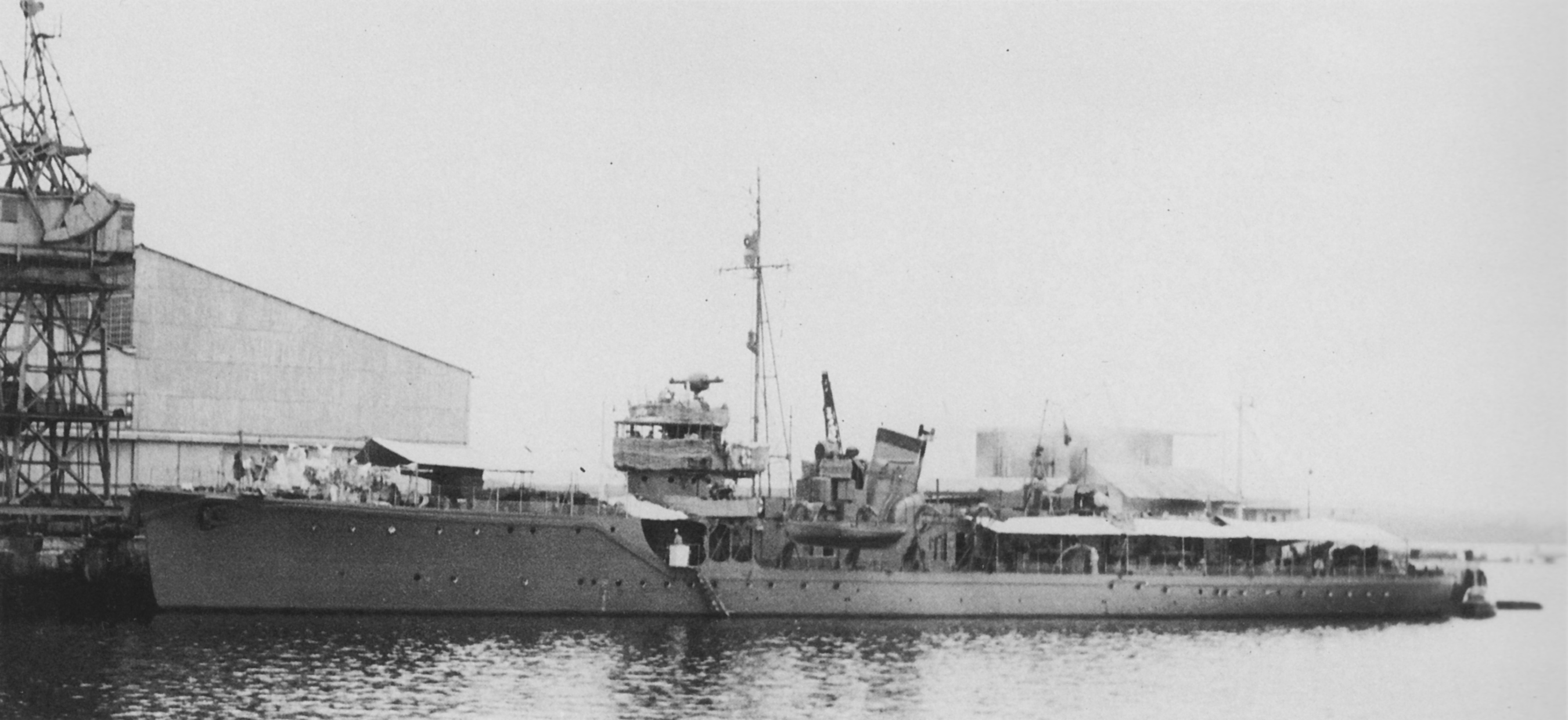
在新加坡接受维修的占守号海防舰，1942年9月1日

首制舰占守号以千島群島东北端的占守岛（今俄罗斯舒姆舒岛）命名，由三井玉造船厂承建。1938年11月29日动工、1939年12月13日下水、1940年6月30日竣工。由于时局紧张，完工后的占守号未按计划巡逻北方海域，而是编入第二遣华舰队，活跃在华南战区。太平洋战争爆发后，占守号参与了马来亚战役，主要用作舰队护航及支援登陆任务。1943年12月，占守号划归第一海上护卫队，多次承担登陆舰队护航任务，总体败多胜少。期间，该舰曾和美军战机、潜艇有过多次交火记录。1944年11月25日，占守号在马尼拉湾附近海域执行反潜巡逻任务时遭美军粉红鲑号潜艇雷击，舰首被炸飞，换装简易舰首后重返战场。战争末期，占守号编入位于本州北部大凑警备府下的第104战队，保卫宗谷海峡，并在北海道迎来战败。1945年8月17日至8月19日期间，占守号分批接回了居住在桦太岛的日本居民。1945年10月5日除籍，改为复员运输舰继续执行复员运输任务。1947年7月5日，占守号作为战争赔偿移交给苏联海军，更名EK-31号护卫舰。1948年改为PS-25号通报舰。1957年改造后更名PM-74号工作舰。1959年报废解体。

### 国后号

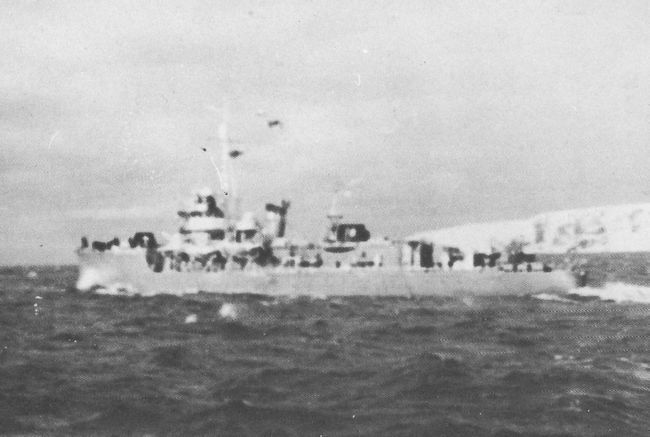
从阿留申群岛阿图岛旭湾启航的国后号海防舰，1942年

二号舰国后号以千岛群岛最西端的国后岛（今俄罗斯库纳希尔岛）命名，由日钢鹤见造船厂承建。1939年3月1日动工、1940年5月6日下水、1940年10月3日竣工。1941年11月30日，国后号参与了偷袭珍珠港的军事行动，负责确保日军航母编队的航道安全。1942年1月，国后号编入千岛方面防备部队，并于同年6月投入阿留申群島戰役，主要担任护和反潜巡逻任务。1943年7月，该舰作为北方部队一员参与掩护日军撤出基斯卡島的ケ号作战，其间曾因大雾不慎撞上第一水雷战队旗舰阿武隈號輕巡洋艦，导致编队内数艘日军驱逐舰连环相撞。行动结束后，国后号返回千岛特别根据地队，继续从事舰队护航任务。1945年4月，该舰被编入第104战队。同年8月，日本投降，10月15日国后号除籍，12月改为复员运输舰继续执行复员运输任务。1946年6月4日，国后号在满载复员日军士兵返回横须贺途中于静冈县御前崎附近海域触礁搁浅，神风号驱逐舰前来救援，结果同样搁浅，两舰一并放弃。1946年8月至1947年7月，国后号由甘糟海事公司拆解。

### 八丈号

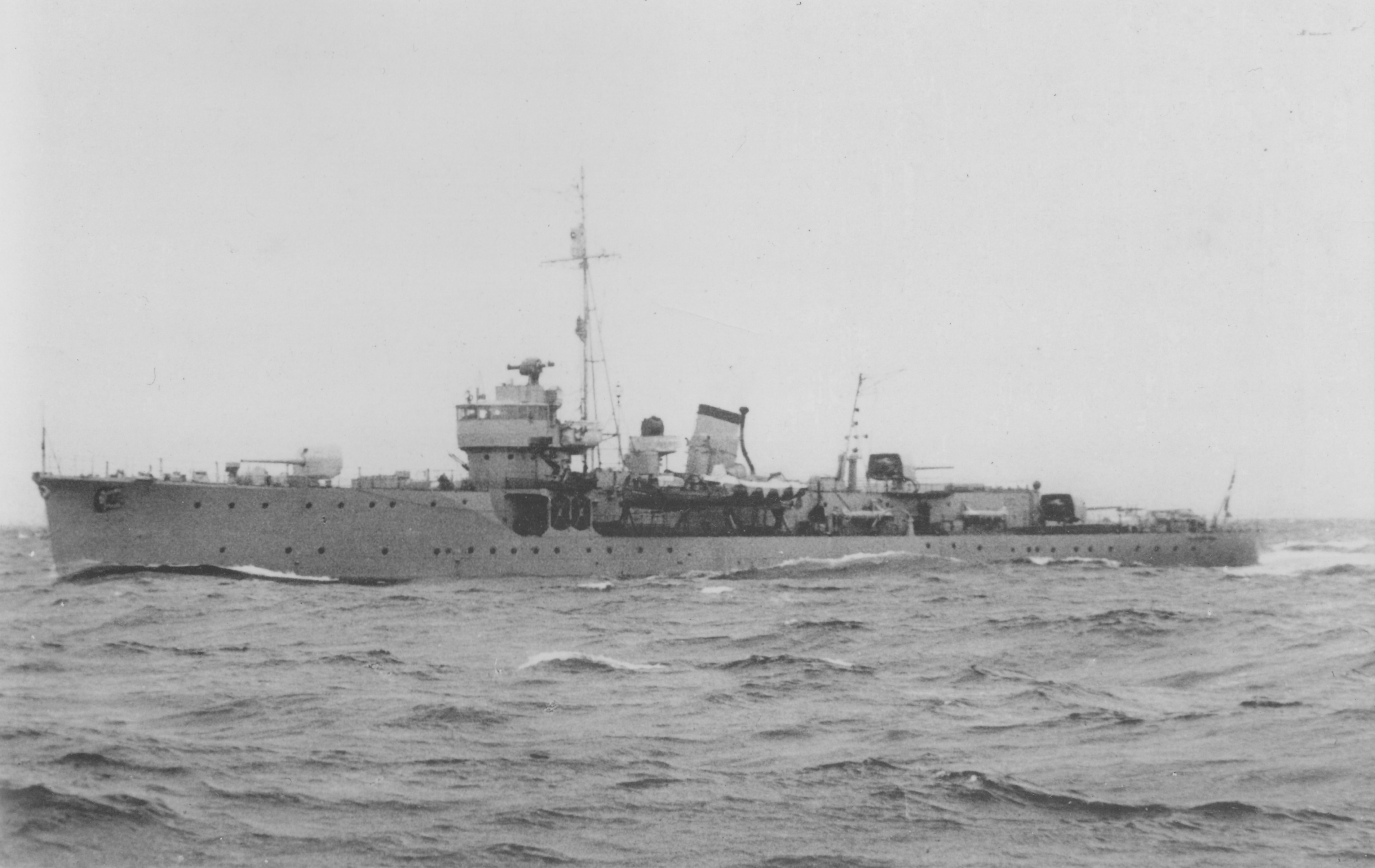
在佐世保海湾试航的八丈号海防舰，1941年

三号舰八丈号以东京西南约300千米处伊豆七岛之一的八丈岛命名，由佐世保海军工厂承建。1939年8月3日动工、1940年4月10日下水、1941年3月31日竣工。完工后的八丈号和占守号一样编入第二遣华舰队，主要在华南和法屬印度支那海域活动。1942年4月8日，八丈号加入大凑警备府，在北海道及千岛群岛海域的巡逻护航任务中度过了战争的剩余岁月。1945年5月11日，八丈号在占守岛片冈湾海域执行警戒巡逻任务时遭遇美军B-25轰炸机攻击，近失弹爆炸造成进水，被迫拖回片冈湾进行紧急修理。修理期间八丈号继续遭受美军频繁空袭，并在对空战斗中击落美机一架。1945年7月2日，八丈号转往舞鹤港大修，直到日本宣布投降都只能作为浮动炮台使用。1945年11月30日，八丈号除籍。1947年10月，八丈号拖至饭野重工舞鶴造船厂拆解，解体工作于次年4月完成。

### 石垣号

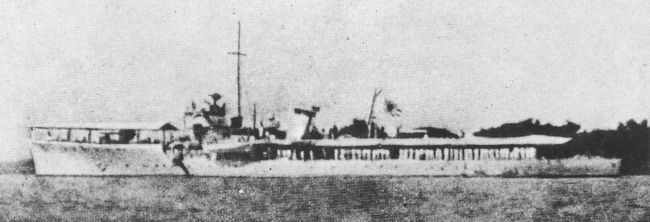
石垣号海防舰，摄影时间地点不详

四号舰石垣号以沖繩縣西南方八重山群島之一的石垣島命名，由三井玉造船厂承建。1939年8月15日动工、1940年9月14日下水、1941年2月15日竣工。该舰是日本海军最后一艘在太平洋战争爆发前完成的海防舰。战争初期，石垣号主要担任防卫千岛群岛任务，1942年6月该舰前往阿留申群岛以西海域充当哨戒。1942年9月至10月，石垣号往返于津轻海峡和千岛群岛，继续执行护航任务。1943年10月8日，石垣号在千岛群岛海域为商船护航时发现并用主炮击沉了在水面巡航的美国海军S-44号潜艇，首开日军海防舰击沉敌舰的纪录。但到1944年5月31日，石垣号反遭美军鲱鱼号潜艇鱼雷击中，于上午11时30分沉没在松轮岛以西北纬48度28分、东经151度30分海域。舰长以下166人阵亡，仅1人由美军魮鱼号潜艇救起。1944年7月10日，石垣号从日本海防舰籍中除籍。

### 引用
1. ↑  Windward & 刘怡 2008，第104頁.
2. ↑  Windward & 刘怡 2008，第145頁.
3. ↑  Stille 2017，第20頁.
4. 1 2  Evans & Peattie 2015，第440頁.
5. ↑  大内建二 2015，第26頁.
6. ↑  本吉隆 2017，第70頁.
7. ↑  大内建二 2015，第39頁.
8. ↑  本吉隆 2017，第32頁.
9. 1 2  大内建二 2015，第30-31頁.
10. ↑  本吉隆 2017，第19頁.
11. ↑  「丸」編集部 2012，第47-48頁.
12. ↑  大内建二 2015，第78頁.
13. ↑  Windward & 刘怡 2008，第288頁.
14. ↑  本吉隆 2017，第25頁.
15. 1 2  本吉隆 2017，第26頁.
16. ↑  Windward & 刘怡 2008，第103頁.
17. 1 2  本吉隆 2017，第21頁.
18. 1 2 3 4 5 6  Stille 2017，第24頁.
19. ↑  大内建二 2015，第98頁.
20. ↑  本吉隆 2017，第22-23頁.
21. ↑  大内建二 2015，第32頁.
22. ↑  本吉隆 2017，第22頁.
23. ↑  本吉隆 2017，第66頁.
24. ↑  Stille 2017，第11頁.
25. ↑  戸高一成 2012，第451頁.
26. ↑  大内建二 2015，第105頁.
27. ↑  本吉隆 2017，第27頁.
28. ↑  大内建二 2015，第101頁.
29. 1 2  本吉隆 2017，第28頁.
30. ↑  木俣滋郎 1994，第14-15頁.
31. ↑  本吉隆 2017，第36頁.
32. 1 2 3 4  本吉隆 2017，第52頁.

### 文献
- Evans, David; Peattie, Mark. . Naval Institute Press. 2015: 440. ISBN 9781612514253.
- Stille, Mark. . Bloomsbury Publishing. 2017: 10–25. ISBN 9781472818171.
- Windward; 刘怡. . 知兵堂出版社. 2008: 104–288. ISBN 9789868402980.
- .  . Military Classics. 2017, (59): 4-71.}}
- .  . . 2015: 25–113. ISBN 978-4769828853.
- .  . . 2012: 451. ISBN 9784569801148. OCLC 816889914.
- .  . . 2012: 47–48. ISBN 9784769827566.
- .  . . 1994: 14–15. ISBN 978-4809901928.}}

## 延伸阅读
- 28. . 1979年6月: 6–38.